# 넥센타 OS

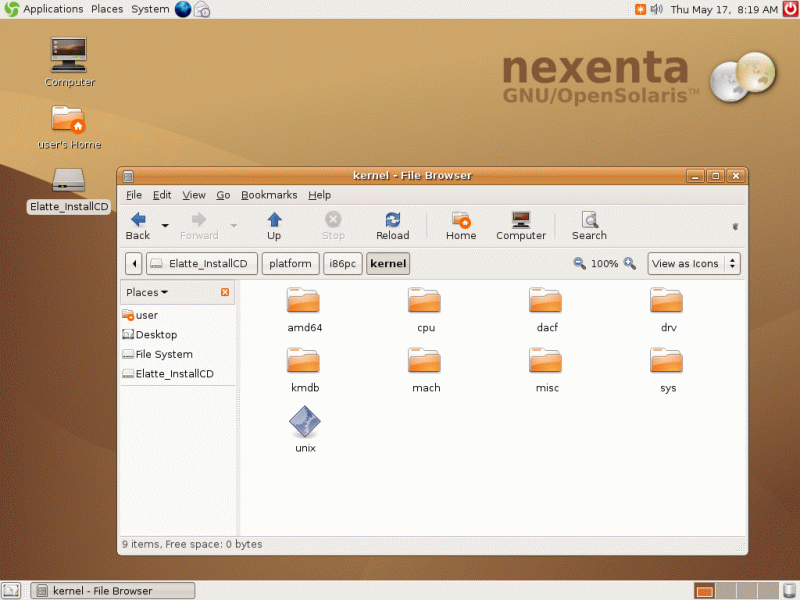
그놈 2.14를 실행 중인 넥센타 OS 알파 5

넥센타 OS(Nexenta OS, 넥센타 코어 플랫폼/Nexenta Core Platform)은 IA-32, x86-64 기반 시스템에서 동작하는 오픈솔라리스 및 우분투에 기반한 과거의 컴퓨터 운영 체제이다. 썬 마이크로시스템즈가 오픈솔라리스 프로젝트를 2005년 6월 시작한 이후인 같은 해 가을에 모습을 드러냈다.
2011년 말 넥센타 OS 브랜드는 종료되었으며, 일루모스, 오픈인디애나 개발 커뮤니티에서 파생한 일루미안으로 대체되었다.

## 출시판
- 넥센타 코어 플랫폼 1.0 (2008년 2월 10일)
- 넥센타 코어 플랫폼 2.0 (2009년 5월 25일)
- 넥센타 코어 플랫폼 3.0.1 (2010년 9월 17일)

## 같이 보기
- GNU 변종

## 참조
1. ↑  Milek's blog